# Lagaropsylla putilla
Lagaropsylla putilla är en loppart som beskrevs av Jordan et Rothschild 1921. Lagaropsylla putilla ingår i släktet Lagaropsylla och familjen fladdermusloppor. Inga underarter finns listade i Catalogue of Life.